# Mårten Svedberg
Jan Erik Mårten Svedberg, född 13 juni 1980 i Mullsjö, är en svensk skådespelare.
Mårten Svedberg studerade på Teaterhögskolan i Malmö 2005-2009, samt dessförinnan vid Wendelsbergs folkhögskolas teater och skolscen. Han har bland annat spelat polisen Vidar Pettersson i Johan Falk-filmerna.

## Filmografi (urval)
- 2012 - Johan Falk: Spelets regler
- 2012 - Johan Falk: De 107 patrioterna
- 2012 - Johan Falk: Alla råns moder
- 2012 - Johan Falk: Organizatsija Karayan
- 2012 - Johan Falk: Barninfiltratören
- 2013 - Johan Falk: Kodnamn Lisa
- 2013 - Piska en matta (kortfilm)
- 2015 - Beck - Sjukhusmorden
- 2015 - Johan Falk: Ur askan i elden
- 2015 - Johan Falk: Tyst diplomati
- 2015 - Johan Falk: Blodsdiamanter
- 2015 - Johan Falk: Lockdown
- 2015 - Johan Falk: Slutet
- 2015 - Gåsmamman (TV-serie)
- 2020 - Åreakuten (TV-serie)

## Teater

### Roller
| År   | Roll | Produktion                          | Regi          | Teater                |
| ---- | ---- | ----------------------------------- | ------------- | --------------------- |
| 2007 |      | Romeo och Julia William Shakespeare | Maria Löfgren | Göteborgs stadsteater |